# 69-й Венеційський кінофестиваль
69-й Венеційський міжнародний кінофестиваль пройшов з 29 серпня по 8 вересня 2012 року. Журі основного конкурсу очолив американський кінорежисер Майкл Манн. Кіноогляд відкрився політичним трилером Миру Наїра «Фундаменталіст мимоволі», фільмом закриття стала драма Жана-П'єра Амері «Людина, яка сміється».
В офіційну конкурсну програму увійшли нові роботи багатьох визнаних майстрів сучасного кінематографа, включаючи Брайана Де Пальму, Кітано Такесі та Терренса Маліка.
Почесний «Золотий лев» за життєві досягнення у галузі кінематографу було вручено італійському кінорежисеру Франческо Розі. Вперше після багаторічної перерви крісло директора фестивалю зайняв колишній керівник Національного музею кіно у Римі Альберто Барбера.
«Золотого лева» за найкращий фільм удостоївся трилер Кім Кі Дука «П'єта». Найкращим режисером став Пол Томас Андерсон, який поставив картину «Майстер», кубки Вольпі за найкращі чоловічу та жіночу ролі забрали Хоакін Фенікс та Філіп Сеймур Хоффман («Майстер») та Хадас Ярон («Заповнити порожнечу»).

## Хід фестивалю
Офіційна програма огляду було оголошено 26 липня 2012 року. Тоді ж керівництво бієнале повідомило, що фестиваль змінює власну заставку: тепер замість короткометражного фільму братів Люм'єр буде показаний зовсім інший ролик, створить який італійський аніматор Сімоне Массі. Як музичні композиції були використані мотиви картин Федеріко Фелліні, Теодороса Ангелопулоса, Віма Вендерса, Ерманно Олмі, Олександра Довженка та Андрія Тарковського.
У перші дні після опублікування конкурсної програми відбувалася плутанина зі стрічкою Пола Томаса Андерсона «Майстер». Попри пророкування кіноаналітиків, фільм «Майстер» не був присутній у списку конкурсантів на премію «Оскар» 2013 року. 30 липня, одразу ж після зміни дати прем'єри проекту, керівництво фестивалю офіційно оголосило, що картина Андерсона буде боротися за «Золотого лева» разом з іншими конкурсантами.

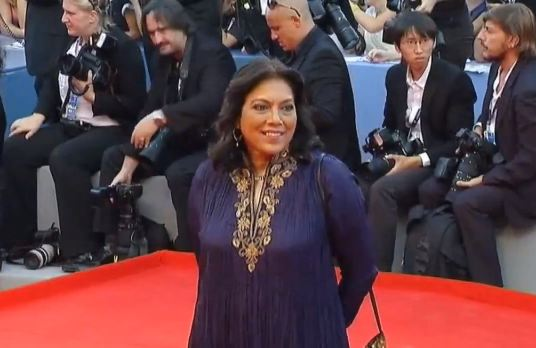
Міра Наїр на червоній доріжці

Одну з програм фестивалю, Venezia Classici, відвідав «оскароносний» режисер Майкл Чіміно, який прибув до Венеції на прем'єру відреставрованої копії власного фільму «Ворота раю». Крім цього, 30 серпні Чіміно був удостоєний спеціального призу Persol за внесок у світовий кінематограф. Повідомляючи цю новину, директор фестивалю Альберто Барбера заявив:
|  | Уже давно треба було визнати велич цього режисера, одного з найсильніших та оригінальних голосів американського кінематографа за останні 40 років. Величезний талант Чіміно дозволив йому показати у своїх фільмах критичний та пристрасний, ясний та переконливий портрет Америки. |

Крім стрічки Чіміно, у цьому році керівництво показало глядачам «свіжі» версії класичних «Справи Маттеї» Франческо Розі, «Кармен повертається додому» Кейсуке Кіносіта, «Стромболі» Роберто Росселліні, «Свинарник» П'єра Паоло Пазоліні, «Бульвару Сансет» Біллі Вайлдера, «Фанні та Олександр» Інгмара Бергмана, «Джентльмени надають перевагу блондинкам» Говарда Гоукса, «Десятій жертви» Еліо Петрі та багатьох інших.
За два дні до відкриття огляду одне з провідних світових новинних агентств Reuters повідомило, що ключовими темами фільмів, представлених у конкурсній програмі, стануть секс і саєнтологія. Це ж видання припустило, що найбільш обговорюваною картиною бієнале буде «Майстер» Пола Томаса Андерсона, яка вже удостоїлася усіляких захоплених відгуків на деяких закритих американських показах. Альберто Барбера, навпаки, заявив, що найповторюванішою темою в огляді цього року буде економічна криза.
Стрічка Терренса Маліка «До дива», як і попередній його проект «Дерево життя», розділила журналістів на два табори: одні вийшли з кінозалу у повному захваті, інші з початком фінальних титрів заходилися кричати «бу!» і обурюватися. Деякі навіть жартома назвали «До дива» ремейком «Дерева життя». Другий фільм із запланованої трилогії Ульріха Зайдля «Рай: Віра» також був неоднозначно сприйнятий журналістами, зокрема, через деякі відверто релігійні сцени. Після його показу італійські католики подали до суду на режисера та виконавиця головної ролі Марію Хофшеттер.
Згідно з журналом VeNews, який у цьому році замість традиційного Screen опублікував висновки професійних критиків про минулий фестиваль, найкращим фільмом огляду стала драма Олів'є Ассаяса «Щось у повітрі», за ним йде «Майстер» Пола Томаса Андерсона, а трійку лідерів замикає «Спляча красуня» Марко Беллоккьо..

## Аналітика
Альберто Барбера  
Одразу ж після церемонії закриття мостри на журі обрушився шквал критики, пов'язаний з присудженням головного призу триллеру Кім Кі Дука «П'єта». На думку багатьох журналістів, 18-й фільм корейця був непоганий, але явно не був гідний «Золотого лева». Постійний оглядач кінознавча журналу «Сеанс» Борис Нелєпо назвав «П'єта» «найгіршим фільмом конкурсу», а рішення журі — «абсурднішим та безглуздішим за будь-яку зі сцен із самого фільму». Його не підтримав колега Вадим Рутковський, який назвав цим званням «Майстра» П. Т. Андерсона.
Зара Абдуллаєва, співробітниця журналу «Мистецтво кіно», повідомляє, що у програмі цього огляду вистачало фільмів з релігійними або квазірелігійними сюжетами. Соціальне парадокументальне кіно втратило свою актуальність. Дарина Борисова з «Незавісімої газети», у цілому, позитивно поставилася до бієнале 2012 року і порахувала, що «на перший план виведено в оцінках досягнення в області кіномови, стилю, а актуальність та злободенність особливого враження на суддів не справили». Редакція «РІА Новин», що опублікувала статтю про підсумки фестивалю: «Новий програмний директор фестивалю Альберто Барбера сконструював програму максимально концептуальним чином, так що між собою римувалися не лише фільми конкурсної програми, але і ретроспективні картини».
Антон Долін («Газета.Ru») підмічає, що Альберто Барбера не включив в основну конкурсну програму давно очікуваний «Хмарний атлас», «Анну Кареніну», «Великого Гетсбі» та «Життя Пі». Критик журналу Forbes Катерина Барабаш погоджується з великим внеском Барбери до фестивалю цього року, додаючи, що він «моментально надав фестивалю зовнішньої інтриги, якої він був в останні роки практично позбавлений».
Американські критики були більш поблажливими до фільмів. Нік Джеймс, що дописую до британського кіножурнала Sight & Sound, був упевнений, що «Золотого лева» отримає «Майстер» Андерсона, але не був би проти, якби переміг фільм «Щось у повітрі» Олів'є Ассаяса.

## Журі

### Основний конкурс

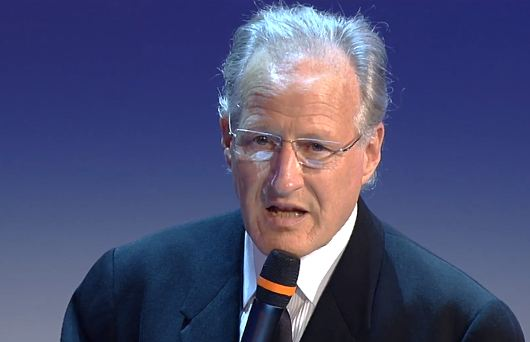
Голова журі Майкл Манн

- Майкл Манн, кінорежисер та сценарист ( США) — голова
- Марина Абрамович, майстер перфомансу та художник ( США)
- Летиція Каста, актриса та модель ( Франція)
- Пітер Чан, кінорежисер ( Таїланд)
- Арі Фолмана, кінорежисер та сценарист ( Ізраїль)
- Маттео Гарроне, кінорежисер ( Італія)
- Урсула Маєр, кінорежисер та сценарист ( Швейцарія)
- Саманта Мортон, актриса ( Велика Британія)
- Пабло Траперо, кінорежисер та сценарист ( Аргентина)[25]

### Програма «Горизонти»
- П'єрфранческо Фавіно, актор ( Італія) — голова
- Сандра ден Хамер, президент Роттердамського кінофестивалю ( Нідерланди)
- Руна Іслам, художниця та кінорежисер ( Бангладеш)
- Джейсон Кліот, продюсер ( США)
- Надін Лабакі, актриса ( Ліван)
- Мілчо Манчевський, кінорежисер та сценарист ( Північна Македонія)
- Амір Надері, кінорежисер та сценарист ( Іран)[26]

## Конкурсна програма
| Лауреат «Золотого лева»виділений окремим кольором. |

| Лауреат спеціального призу журі виділений окремим кольором. |

### Основний конкурс
| Назва               | Оригінальна назва    | Режисер                        | Країна                     |
| ------------------- | -------------------- | ------------------------------ | -------------------------- |
| Беспредел 2         | Outrage Beyond       | Кітано Такесі                  | Японія                     |
| Заповнити порожнечу | Lemale et ha'chalal  | Рама Берштайн                  | Ізраїль                    |
| Зрада               | Измена               | Кирило Серебренніков           | Росія                      |
| До захоплення       | To the Wonder        | Терренс Малік                  | США                        |
| Будь-якою ціною     | At Any Price         | Рамін Бахрані                  | США Велика Британія        |
| Майстер             | The Master           | Пол Томас Андерсон             | США                        |
| Він був сином       | E stato il figlio    | Даніель Сіпрі                  | Італія                     |
| Особливий день      | Un giorno speciale   | Франческа Коменчіні            | Італія                     |
| Відв'язні канікули  | Spring Breakers      | Хармоні Корін                  | США                        |
| П'єта               | Pieta                | Кім Кі Дук                     | Південна Корея             |
| П'ятий сезон        | La Cinequieme Saison | Пітер Бросенс Джессіка Вудворт | Бельгія Нідерланди Франція |
| Рай: Віра           | Paradies: Glaube     | Ульріх Зайдль                  | Австрія Франція Німеччина  |
| Спляча красуня      | Bella Addormentata   | Марко Беллоккьо                | Італія Франція             |
| Пристрасть          | Passion              | Браян Де Пальма                | Франція Німеччина          |
| Суперзірка          | Superstar            | Ксав'єр Джаннолі               | Франція Бельгія            |
| Веллінгтон          | Linhas de Wellington | Валерія Сарм'єнто              | Португалія Франція         |
| Черево              | Sinapupunan          | Брільянте Мендоса              | Філіппіни                  |
| Щось у повітрі      | Apres mai            | Олів'є Ассаяс                  | Франція                    |

### Програма «Горизонти»
| Назва                                              | Оригінальна назва                 | Режисер                          | Країна                       |
| -------------------------------------------------- | --------------------------------- | -------------------------------- | ---------------------------- |
| Арафа                                              | Araf                              | Єшім Устаоглу                    | Туреччина                    |
| Безкоштовне танго                                  | Tango Libre                       | Фредерік Фонтейн                 | Бельгія Франція Люксембург   |
| Діамантові сутри (короткометражний)                | Jingang Jing                      | Цай Мінлян                       | Тайвань                      |
| Бутон                                              | Yema                              | Джаміла Сахрауї                  | Алжир Франція                |
| Вантажне судно (короткометражний)                  | Cargo                             | Карло Сірон                      | Італія                       |
| День подарунків                                    | Boxing Day                        | Бернард Роуз                     | Велика Британія США          |
| Живий натюрморт (короткометражний)                 | Living Still Life                 | Бертран Мандіко                  | Франція Бельгія Німеччина    |
| Зима тривоги                                       | El Sheita Elli Fat                | Ібрахім Ель Батут                | Єгипет                       |
| Із кадру (короткометражний)                        | Titloi Telous                     | Йоргос Зоїс                      | Греція                       |
| Красиві метелики                                   | Bellas Mariposas                  | Сальваторе мірою                 | Італія                       |
| Лети з журавлем                                    | Gaosu tamen, wo cheng baihe qu le | Лі Жуйцзюнь                      | КНР                          |
| Луїзи немає вдома (короткометражний)               | Luisa no esta en casa             | Селія Ріко Клавелліно            | Іспанія                      |
| Леви                                               | Leones                            | Жасмин Лопес                     | Аргентина Франція Нідерланди |
| Марла (короткометражний)                           | Marla                             | Прізвисько Кінг                  | Австралія                    |
| Номер (короткометражний)                           | La sala                           | Алессіо Джанноне                 | Італія                       |
| Той, що відключає воду                             | Menatek Ha-Maim                   | Ідан Хубель                      | Ізраїль                      |
| Відплив                                            | Low Tide                          | Роберто Мінервін                 | США Італія Бельгія           |
| Батьківський дім                                   | Khaneh Pedari                     | Кьянуш Аярі                      | Іран                         |
| Перерва                                            | L'intervallo                      | Леонардо ді Костанцо             | Італія Швейцарія Німеччина   |
| Запрошення (короткометражний)                      | Cho-De                            | мін-Янг Йу                       | Південна Корея               |
| Стійкий (короткометражний)                         | Resistente                        | Ренате Коста Пердомо Салла Соррі | Данія Парагвай Фінляндія     |
| Три сестри (документальний)                        | San Zi Mei                        | Ван Бін                          | КНР                          |
| Тисячолітній захват                                | Sennen no Yuraku                  | Коджі Вакамацу                   | Японія                       |
| Тюнер (короткометражний)                           | O Afinador                        | Фернандо Камарго Матеус Парізі   | Бразилія                     |
| Викрадення літака                                  | Kapringen                         | Тобіас Ліндхольм                 | Данія                        |
| Флейта (короткометражний)                          | Bansulli                          | Мін Бхам                         | Непал                        |
| Чисті руки (короткометражний)                      | Las manos limpas                  | Карлос Армелла                   | Мексика                      |
| Диво-хлопчик (короткометражний)                    | Miracle Boy                       | Джейк Махеффі                    | США                          |
| Еквілібристи                                       | Gli Equilibristi                  | Івано де Маттео                  | Італія Франція               |
| Я теж хочу                                         | Я тоже хочу                       | Олексій Балабанов                | Росія                        |
| Я той самий (короткометражний)                     | I'm the One                       | Паола Морабіто                   | Австралія                    |
| Frank-Etienne Vers La Beatitude (короткометражний) | Frank-Etienne Vers La Beatitude   | Констанс Мейєр                   | Франція                      |
| Wadjda                                             | Wadjda                            | Хаіфа аль-Мансур                 | Саудівська Аравія Німеччина  |

## Позаконкурсні покази
| Назва                                         | Оригінальна назва                 | Режисер                              | Країна                    |
| --------------------------------------------- | --------------------------------- | ------------------------------------ | ------------------------- |
| Антон тут поруч (документальний)              | Антон тут рядом                   | Любов Аркус                          | Росія                     |
| Лікарі з Африки (документальний)              | Medici con l'Africa               | Карло Маццакураті                    | Італія                    |
| Любов-це все, що тобі потрібно                | Den Skaldede Frisor               | Сюзанна Бір                          | Данія Швеція              |
| У пошуках Гортензії                           | Cherchez Hortense                 | Паскаль Бонітцер                     | Франція                   |
| Гебо та тінь                                  | O Gebo e a Sombra                 | Мануел де Олівейра                   | Португалія Франція        |
| Брудні ігри                                   | The Company You Keep              | Роберт Редфорд                       | США                       |
| Доказ: Лівія (документальний)                 | Witness: Libya                    | Абдалла Омейш                        | США                       |
| Забуті                                        | Du hast es versprochen            | Алекс Шмідт                          | Німеччина                 |
| Завтра було краще (документальний)            | Ya man aach                       | хінді Бухемаа                        | Туніс                     |
| Спокута                                       | Shokuzai                          | Кійосі Куросава                      | Японія                    |
| Як я бачу своє майбутнє                       | Come voglio che sia il mio futuro | Мауріціо Заккаре                     | Італія                    |
| Канат                                         | The Tightrope                     | Саймон Брук                          | Франція Італія            |
| Торкаючись стіни (документальний)             | Sfiorando il muro                 | Сільвія Джіралуччі Лука Річчарді     | Італія                    |
| Кларісс (документальний)                      | Clarisse                          | Ліліана Кавані                       | Італія                    |
| Колискова для мого батька                     | Lullaby to my Father              | Амос Гітай                           | Ізраїль Франція Швейцарія |
| Крижаний                                      | The Iceman                        | Аріель Вромен                        | США                       |
| Музичне життя Енцо Авітабіле (документальний) | Enzo Avitabile Music Life         | Джонатан Деммі                       | Італія США                |
| Непроникний (документальний)                  | El impenetrable                   | Даніель Інкалкатерра Фауста Каттріні | Аргентина Франція         |
| Роз'єднання                                   | Disconnect                        | Генрі Алекс Рубін                    | США                       |
| Тай-Чі Зіро                                   | Tai Chi 0                         | Стівен Фунг                          | КНР                       |
| Фундаменталіст мимоволі                       | The Reluctant Fundamentalist      | Мира Наїр                            | Індія Пакистан США        |
| Цунамі 3D                                     | Bait 3D                           | Кімбл Рендалл                        | Австралія Сінгапур        |
| Людина, яка сміється                          | L 'homme qui rit                  | Жан-П'єр Амері                       | Франція Чехія             |
| Людський вантаж (документальний)              | La have dolce                     | Даніель Вікарі                       | Італія Албанія            |
| Bad 25 (документальний)                       | Bad 25                            | Спайк Лі                             | США                       |

## Нагороди
- «Золотий лев»
  - «П'єта», реж. Кім Кі Дук (Південна Корея)
- «Срібний лев» за найкращу режисуру
  - Пол Томас Андерсон, «Майстер» (США)
- Спеціальний приз журі основного конкурсу
  - «Рай: Віра», Реж. Ульріх Зайдль (Австрія, Франція, Німеччина)
- Кубок Вольпі за найкращу чоловічу роль
  - Хоакін Фенікс, Філіп Сеймур Гоффман, «Майстер» (США)
- Кубок Вольпі за найкращу жіночу роль
  - Хадас Ярон, «Заповнити порожнечу» (Ізраїль)
- Премія Марчелло Мастроянні найкращому молодому актору
  - Фабріціо Фалько, «Це був син» та «Спляча красуня» (Італія)
- Osella за найкращий сценарій
  - Олів'є Ассаяс, «Щось у повітрі» (Франція)
- Osella за найкращу операторську роботу
  - Даніель Чіпрі, «Спляча красуня» (Італія)
- Головний приз програми «Обрії»
  - «Три сестри» (документальний), реж. Ван Бін (КНР)
- Спеціальний приз журі програми «Горизонти»
  - «Безкоштовне танго», реж. Фредерік Фонтейн (Бельгія, Франція, Люксембург)
- приз ФІПРЕССІ
  - «Майстер», реж. Пол Томас Андерсон (США)
  - «Перерва», реж. Леонардо ді Костанцо (Італія, Швейцарія, Німеччина)
- «Блакитний лев»
  - «Вага», реж. Джіоні Кью-Хван (Південна Корея)
- Премія імені Луїджі ді Лаурентіса за найкращий дебют
  - «Mold», реж Алі Айдін
- «Золота миша»
  - «П'єта», реж. Кім Кі Дук (Південна Корея)
- «Срібна миша»
  - «Антон тут поруч», реж. Любов Аркус (Росія)
- Приз імені П'єтро Бьянчі
  - Джанні Амеліо